# NATO의 유고슬라비아 공습
NATO의 유고슬라비아 공습은 유고슬라비아 연방공화국에 대해 코소보 전쟁 기간 동안 북대서양 조약기구가 벌인 군사 작전이다. 공습은 1999년 3월 24일부터 1999년 6월 10일까지 이어졌다. 공식적인 NATO 측의 작전명은 "연합군 작전"이었지만, 미국은 이를 "고귀한 모루 작전"이라고 불렀다. 유고슬라비아에서는 미국 측 작전 명이 잘못되어, "감사한 천사" (Милосрдни анђео / Milosrdni anđeo)로 불리게 되었다. 공습은 유엔 코소보 임시행정부가 들어서고 유고슬라비아군이 코소보에서 철수할 때까지 지속적으로 이어졌다.
수천 명의 알바니아인들이 잔혹한 인종청소로 인해 이웃 국가들로 쫓겨나게 되고, 지역의 불안정의 가능성이 제기되면서 유엔, 북대서양 조약 기구, 국제 비정부 기구와 같은 여러 국제 단체와 기관들의 개입이 촉발되었다.
NATO 회원국들은 군사 활동에 대한 유엔 안전보장이사회의 승인을 얻으려고 했으나 중화인민공화국과 러시아가 이 제안에 거부권을 행사했다. NATO는 UN 승인 없이 작전을 개시하기로 했고, 이들은 이를 인도주의적 개입이라고 묘사했다. 하지만 유고슬라비아 연방공화국은 유엔 안전보장이사회의 지지 없이 NATO가 작전을 개시했기 때문에 국제법을 위반했으므로, NATO의 작전을 주권 국가에 대한 불법적인 침략 전쟁이라고 묘사했다.
공습 기간 동안 489명에서 528명의 민간인이 사망했고, 군사 시설 및 거점을 비롯해 회사 또는 기업의 건물과 교량, 공공시설, 산업단지가 파괴되었다. 코소보 전쟁을 비롯한 유고슬라비아 전쟁 이후, 세르비아는 유럽에서 가장 많은 피난민과 국내실향민이 생긴 국가가 되었다.
NATO는 보스니아 헤르체고비나에서의 개입 이후 두 번째로 그 역사상 작전을 수행했다. 하지만, 보스니아 헤르체고비나에서의 전쟁과는 달리, 코소보 전쟁 때의 NATO 작전은 유엔의 승인이 없이 이루어진 것이었다.

## 같이 보기
- 1995년 NATO의 보스니아 헤르체고비나 폭격
- 보호책임
- 연합신속대응군단